# Теплицька волость (Аккерманський повіт)
Теплицька волость — історична адміністративно-територіальна одиниця Аккерманського повіту Бессарабської губернії.
Станом на 1886 рік складалася з 5 поселень, 5 сільських громад. Населення — 5256 осіб (2639 осіб чоловічої статі та 2617 — жіночої), 543 дворових господарства.
|                     | Площа, десятин | У тому числі орної, дес. |
| ------------------- | -------------- | ------------------------ |
| Сільських громад    | 19062          | 8916                     |
| Приватної власності | 1800           | 1800                     |
| Казенної власності  | —              | —                        |
| Іншої власності     | 120            | 120                      |
| Загалом             | 20982          | 10836                    |

Поселення волості:
- Тепліц — колонія німців при річці Когильник за 85 верст від повітового міста, 1551 особа, 133 двори, лютеранська церква, 5 лавок.
- Денневіц — колонія німців, 1097 особа, 109 дворів, лютеранська церква, молитовний будинок, лавка.
- Полоцьк — колонія німців, 454 особи, 49 дворів, молитовний будинок.
- Фершампенауз Перший — колонія німців при річці Когильник, 975 осіб, 134 двори, молитовний будинок, 3 лавки.
- Фершампенауз Другий — колонія німців при балці Ялага, 1179 осіб, 118 дворів, лютеранська церква, 2 лавки.